# Beveridge-Modell
Das Beveridge-Modell ist ein steuerfinanziertes Gesundheitssystem, das nach dem Fürsorgemodell die gesamte Bevölkerung in die Absicherung einschließt.
Es wird auf William Henry Beveridge zurückgeführt, Mitglied der liberalen Fraktion des Britischen Parlaments in den 1940er Jahren. Das Modell kann als Ausrichtung des Sozialstaates auf die Bedarfsgerechtigkeit im Sinne eines standardisierten Mindestbedarfs verstanden werden.
Der britische National Health Service stellt ähnlich wie z. B. in Dänemark, Spanien, Portugal, Finnland, Schweden, Norwegen oder Italien die Gesundheitsleistungen nicht durch freiberuflich tätige Ärzte, sondern als für den Versicherten kostenlose Sach- und pauschale Geldleistungen durch staatliche Stellen bereit.
Das deutsche Versicherungsmodell bezieht dagegen nur den gesetzlich bestimmten schutzbedürftigen Personenkreis in die gesetzliche Krankenversicherung ein (§§ 5 bis 10 SGB V). Die Beiträge sind einkommensabhängig bis zur Beitragsbemessungsgrenze zu entrichten. Die Höhe von Entgeltersatzleistungen wie dem Krankengeld steht ebenfalls in Relation zu dem zuletzt erzielten Einkommen.